# Country pop
El country pop es un género musical, formado a partir de la música country con influencias del pop y el soft rock, que surgió en Nashville (Tennessee, Estados Unidos) y se hizo popular en los años 1970.